# 베이글
베이글(영어: bagel, 이디시어: בײגל beygl로부터)은 전통적으로, 손바닥 정도 넓이에 이스트를 첨가한 밀가루를 반죽하여 끓는 물에 데친 다음 구워서 만든 빵이다. 바깥 면이 바삭거리는 것도 있는데 보통은 노릇한 갈색을 띤다. 안쪽은 마치 가래떡같이 쫄깃한 맛과 보통 식빵에 비해 씹는 맛이 있다. 아무것도 넣지 않은 플레인 베이글도 있고 양귀비 씨나 깨를 얹은 베이글도 있다. 가운데에 구멍이 뚫려 있어서 모양은 도넛과 유사하지만, 도넛은 기름에 튀기는 반면 베이글은 그렇지 않아 담백하고 버터, 우유, 설탕이 들어가지 않아서 저지방, 저콜레스테롤의 건강식으로 각광받고 있다.

## 유래
1610년쯤, 폴란드의 크라코프에서 어느 유대인 제빵사에 의해 처음 만들어진 것으로 알려져 있으며 유대인들이 많이 살았던 폴란드, 리투아니아에서 인기가 많았다.
최근에는 뉴욕이나 몬트리올 같이 유대인들이 많이 사는 대도시 지역에서 아침 식사용으로 인기를 끌고 있다.

## 영양
아무것도 들어 있지 않은 플레인 베이글은 1개(약 150그램)가 약 277Kcal이지만 보통은 맛을 더 좋게 하기 위하여 샌드위치로 만들어 먹거나 크림 치즈와 함께 먹기 때문에 실제로는 상당한 칼로리를 섭취하게 된다.

## 레시피
전통적인 베이글은 밀가루와 이스트, 물, 소금이 필요하다. 
1. 재료를 섞고 반죽한다. 
2. 1차 발효 전 최종 반죽온도 27도로 반죽해준다.
3. 반죽온도 27도, 습도 75~80% 조건에서 30분 1차발효 해준다.
4. 반죽을 나눈 후, 10분~15분 중간발효 해준다.
5. 반죽을 길고 얇게 만든 후, 가운데가 뚫리게 성형한다.
6. 반죽온도 30~35도, 습도 70~80% 조건에서 20분 2차발효 해준다.
7. 90도 정도의 뜨거운 물에 반죽을 30초씩 데친다.
8. 팬닝 후 오븐온도 200도에서 20~25분 구워준다.

## 같이 보기
- 시미트
- 도넛
- 유대 요리

1. ↑  “베이글 만들기에 도전해볼까?”. 《오마이뉴스》. 2008년 7월 5일. 2021년 4월 22일에 확인함.